# Guizhou Football Club
El Guizhou Football Club (Chino simplificado: 贵州足球俱乐部) fue un club de fútbol chino de la ciudad de Guiyang. Fue fundado en 1992 y jugó en la Super Liga China.

## Historia
El club fue fundado profesionalmente el 16 de septiembre de 2005, después que se hiciera cargo del equipo de fútbol de la provincia de Guizhou y pagar la cuota de afiliación a la Asociación de Fútbol de China para permitir que los niños jueguen en las ligas juveniles. En el comienzo de la temporada de liga 2008 el club entraría en una liga de fútbol de alto nivel, después de jugar en la tercera división donde terminaron cuarto en la Liga del Sur y entraron a los play-offs, donde fueron eliminados en la primera ronda de los play-offs. El Guizhou Zhicheng logró la misma hazaña en la temporada siguiente, pero esta vez fueron eliminados en una etapa superior, siendo eliminados en la segunda ronda de los play-offs.

## Estadio
El Estadio Provincial Guizhou (chino simplificado: 贵州 省 体育场) es un estadio multiuso ubicado en la ciudad de Guiyang, Guizhou, China. En este estadio juega los partidos de local el Guizhou Hengfeng FC. El estadio cuenta con una capacidad para 18.000 espectadores.

## Nombres del club
- 1992–2011 Guizhou Zhicheng 贵州智诚
- 2011 Guizhou Toro 贵州通源
- 2012–2015 Guizhou Zhicheng 貴州智誠
- 2016-2017 Guizhou Hengfeng Zhicheng FC
- 2017-2020 Guizhou Hengfeng 贵州恒丰[4]
- 2021 Guizhou FC 贵州[1]

## Uniforme
- Uniforme titular: Camiseta verde, pantalón negro, medias verdes.
- Uniforme alternativo: Camiseta blanca, pantalón blanco, medias blancas.

## Entrenadores
- Wang Fang (2008)
- Wang Haifang (2010-3 de junio de 2011)
- Zhang Ning (3 de junio de 2011-2011)
- Yuan Yi (2011-27 de mayo de 2013)
- Arie Schans (28 de mayo de 2013-2014)
- Zhang Jun (2014-31 de diciembre de 2014)
- Chen Mao (29 de enero de 2015-7 de abril de 2016)
- Li Bing (caretaker) (7 de abril de 2016-4 de mayo de 2017)
- Gregorio Manzano (4 de mayo de 2017-7 de junio de 2018)[5][6]
- Dan Petrescu (7 de junio de 2018-23 de marzo de 2019)
- Hao Haitao (9 de abril de 2019-12 de junio de 2019)
- Chen Mao (19 de junio de 2019-26 de noviembre de 2019)
- Wang Xinxin (26 de noviembre de 2019-13 de octubre de 2020)
- Chen Mao (13 de octubre de 2020-27 de noviembre de 2021)
- Yuan Yi (27 de noviembre de 2021-31 de diciembre de 2021)

## Jugadores

### Plantilla actual

#### Altas y bajas 2019–20 (verano)
| Altas   | Altas    | Altas       | Altas | Altas |
| Jugador | Posición | Procedencia | Tipo  | Costo |
| ------- | -------- | ----------- | ----- | ----- |

| Bajas   | Bajas    | Bajas   | Bajas | Bajas |
| Jugador | Posición | Destino | Tipo  | Costo |
| ------- | -------- | ------- | ----- | ----- |

## Palmarés

### Campeonatos nacionales
- China League Two (Tercera División de China) (1): 2012